# Mångflikig gelélav
Mångflikig gelélav (Collema multipartitum) är en lavart som beskrevs av Sm. Mångflikig gelélav ingår i släktet Collema och familjen Collemataceae.  Arten är reproducerande i Sverige. Inga underarter finns listade i Catalogue of Life.